# Servicio 305 (Corredor Azul)
El servicio 305 del Corredor Azul conecta los distritos de Rímac y Miraflores.

## Características
Inició operaciones el 7 de abril de 2021 a modo de prueba, con una flota inicial de 6 buses. Gradualmente, pasó a reemplazar al servicio 302, ampliando la flota y el horario de atención. El 13 de mayo de 2022, se habilitó un itinerario nocturno denominado Lechucero.
Su flota está compuesta por buses de 12 metros, la mayoría de ellos del modelo Titán Urbano Corredor de la carrocera Modasa.
| Días           | Servicio regular          | Servicio Lechucero        |
| -------------- | ------------------------- | ------------------------- |
| Lunes a sábado | 05:00 a. m. - 11:00 p. m. | 11:00 p. m. - 04:00 a. m. |
| Domingos       | sin servicio              | 11:00 p. m. - 04:00 a. m. |

| General           | S/ 1.80 |
| Estudiantes       | S/ 0.90 |
| Zonal general     | S/ 1.00 |
| Zonal estudiantes | S/ 0.50 |

El medio de pago es la tarjeta Lima Pass. La tarifa zonal solo aplica para el sentido de vuelta y a partir del paradero Pizarro.

## Itinerario
En el sentido de ida, el recorrido inicia en el óvalo de acceso hacia los condominios Las Lomas del Rímac. Circula por las avenidas Alcázar, Prolongación Tacna, Tacna, Garcilaso de la Vega y Arequipa. La ruta finaliza en el cruce de la avenida Arequipa con la calle Dos de Mayo, a una cuadra del Óvalo de Miraflores.
En el sentido de vuelta, el recorrido es en el orden inverso al anteriormente mencionado.
| N.º                          | Paradero               | Común con              |
| Avenida Samuel Alcázar       | Avenida Samuel Alcázar | Avenida Samuel Alcázar |
| ---------------------------- | ---------------------- | ---------------------- |
| 1                            | Condominios            |                        |
| 2                            | Morro de Arica         |                        |
| 3                            | La Colonia             | 301 306                |
| 4                            | Madrid                 | 301 306                |
| 5                            | Leoncio Prado          | 301 306                |
| Avenida Prolongación Tacna   |                        |                        |
| 6                            | Guardia Republicana    | 301                    |
| 7                            | Chira                  | 301                    |
| 8                            | Virú                   | 301 306                |
| Avenida Tacna                |                        |                        |
| 9                            | Ica                    | 301 412                |
| 10                           | Moquegua               | 301                    |
| Avenida Garcilaso de la Vega |                        |                        |
| 11                           | Ilo                    | 301                    |
| 12                           | Bolivia                | 301                    |
| 13                           | España                 | 301 303 306            |
| 14                           | Huancayo               |                        |
| Avenida Arequipa             |                        |                        |
| 15                           | Saco Oliveros          | 301                    |
| 16                           | Ramón Dagnino          | 301                    |
| 17                           | Alejandro Tirado       | 301 303 306            |
| 18                           | Enrique Villar         | 301                    |
| 19                           | Manuel Segura          | 301 303 306            |
| 20                           | Manuel Candamo         | 301 306                |
| 21                           | Tomás Guido            | 301 306                |
| 22                           | Soledad                | 301 303                |
| 23                           | Manuel Bañón           | 301 303                |
| 24                           | Paz Soldán             | 301                    |
| 25                           | Choquehuanca           | 301                    |
| 26                           | Aramburú               | 301 303                |
| 27                           | Los Ángeles            | 301                    |
| 28                           | Andalucía              | 301                    |
| 29                           | Ayacucho               | 301                    |
| 30                           | Angamos                | 301 303                |
| 31                           | Piura                  | 301                    |
| 32                           | Dos de Mayo            | 303                    |

| N.º                          | Paradero            | Común con        |
| Avenida Arequipa             | Avenida Arequipa    | Avenida Arequipa |
| ---------------------------- | ------------------- | ---------------- |
| 1                            | Dos de Mayo         | 303              |
| 2                            | Piura               | 301              |
| 3                            | Angamos             | 301 303          |
| 4                            | Lizardo Montero     | 301              |
| 5                            | Carlos Tenaud       | 301              |
| 6                            | Río de Janeiro      | 301              |
| 7                            | Aramburú            | 301 303          |
| 8                            | La Habana           | 301              |
| 9                            | Juan de Arona       | 301              |
| 10                           | Olavide             | 301 303 306      |
| 11                           | Domingo Casanova    | 301 303          |
| 12                           | Tomás Guido         | 301 306          |
| 13                           | Manuel Candamo      | 301 306          |
| 14                           | Manuel Segura       | 301 303 306      |
| 15                           | Enrique Villar      | 301              |
| 16                           | Emilio Fernández    | 301 303 306      |
| 17                           | Ramón Dagnino       | 301              |
| 18                           | Saco Oliveros       | 301 303 306      |
| Avenida Garcilaso de la Vega |                     |                  |
| 19                           | España              | 301 303 306      |
| 20                           | Bolivia             | 301 303 306      |
| 21                           | Quilca              | 301              |
| Avenida Tacna                |                     |                  |
| 22                           | Emancipación        | 301              |
| 23                           | Callao              | 301              |
| Avenida Prolongación Tacna   |                     |                  |
| 24                           | Pizarro             | 301 303 306 412  |
| 25                           | Chira               | 301              |
| 26                           | Guardia Republicana | 301              |
| 27                           | Alcázar             | 301 412          |
| Avenida Samuel Alcázar       |                     |                  |
| 28                           | Las Calesas         | 301 306          |
| 29                           | Arancibia           | 301 306          |
| 30                           | Amancaes            |                  |
| 31                           | Morro de Arica      |                  |
| 32                           | Condominios         |                  |